# 八幡神社 (高山市朝日町万石)
八幡神社（はちまんじんじゃ）は、岐阜県高山市朝日町万石（旧・大野郡朝日村）に鎮座する神社（八幡神社）。

## 概要
創建時期は不詳。円空作の八幡大菩薩像に元禄四年（1691年）の背銘があることから、少なくても元禄年間以前の創建である。
1911年（明治44年）に大字上ヶ見の諏訪神社を合祀する。

## 主祭神
- 応神天皇

## 摂末社祭神
- 南方刀美神
- 八坂刀売神

## 天然記念物
- 八幡神社のまきの木（高山市天然記念物）[4]。